# MacMahon Rock
Der MacMahon Rock (alternative Schreibweise Mac Mahon Rock) ist ein 3 m hoher Klippenfelsen vor der Nordküste Südgeorgiens. Er liegt 800 m östlich des Dartmouth Point in der Cumberland East Bay.
Der Name des Felsen erscheint erstmals auf einer Landkarte der britischen Admiralität aus dem Jahr 1930. Der Benennungshintergrund ist nicht überliefert.